# Оциери
Оциѐри (на италиански: Ozieri; на сардински: Othieri, Отиери) е град и община в Южна Италия, провинция Сасари, автономен регион и остров Сардиния. Разположен е на 390 m надморска височина. Населението на общината е 10 829 души (към 2013 г.).